# T-Stone
T-Stone, de son vrai nom Stephan Phobere, né le 10 novembre 1996 aux Abymes en Guadeloupe, est un chanteur et auteur-compositeur-interprète français de musique urbaine.
Il s'est fait notamment connaitre avec son titre Olala, sorti en novembre 2018, cumulant plus d'un million de vues sur YouTube et plusieurs diffusions en radios locales et nationales comme Trace FM, NRJ Antilles, Fun Radio Antilles.
En 2019, l'artiste annonce sa signature au sein du label AllPoints France,,,, filiale de Believe Distribution Services.

## Biographie

### Enfance
Né le 10 novembre 1996, T-Stone passe son enfance dans la ville du Gosier en Guadeloupe. Il est influencé par certains artistes américains de son époque tels que Michael Jackson ou Chris Brown ainsi que par des artistes guadeloupéens comme Patrick Saint-Éloi, Gilles Floro ou encore le chanteur et rappeur martiniquais Kalash.

### Début et premiers succès
T-Stone débute dans le milieu underground en 2013 en publiant son premier titre démo sur YouTube.
En 2014, il signe son premier contrat chez Sérénités Events, puis rejoint un an plus tard le producteur PlayStudio, à la suite de sa rencontre avec les frères Sébastien et Meddy Anzala. Ils produiront la plupart de ses titres.
En 2019, T-Stone signe un nouveau contrat chez Chabine Prod, label caribéen, avec qui il sortira deux titres, Olala en 2018 et Fou De Vou en mai 2019.
En juillet 2019, T-Stone annonce sa signature avec le label AllPoints France, filiale du groupe Believe. Il prépare actuellement son premier album studio.

### Origine du nom "T-Stone"
Dans une interview pour NRJ Antilles, T-Stone révèle que son nom d'artiste lui a été donné par des amis de son grand cousin, s'appelant Stone. Lorsque ceux-ci venaient chez lui, ils le prénommaient alors « Petit Stone» , qui est par la suite devenu « T-Stone ».

## Discographie
- 2013 : We Got It
- 2016 : Yonn San Lôt
- 2016 : Madame
- 2016 : Don't Stop
- 2017 : Elle A Tout
- 2017 : Pé Pa Manti
- 2017 : Ce Soir
- 2018 : Chanjé
- 2018 : Trésor
- 2018 : Olala
- 2019 : Fou de Vou
- 2020 : Loco
- 2020 : Remonter le temps
- 2020 : Million

## Distinctions
- Hit Lokal Awards 2017 : Nomination avec le titre Don't Stop en collaboration avec Naiky[11].